# Bart de Kok
Lambertus Jasper (Bart) de Kok (Nijmegen, 6 september 1896 - 1972) was een Nederlands fotograaf die werkte tijdens de Tweede Wereldoorlog. De Kok was NSB-lid en maakte van foto's van grote en kleine politieke gebeurtenissen in opdracht van de Duitse bezettingsmacht en de Amsterdamse rechercheur Willem Klarenbeek, waardoor hij zaken fotografeerde die voor andere fotografen verboden waren. 

## Werk
De Kok maakte zonder toestemming van iedere foto een tweede afdruk en bewaarde deze in het huis van zijn kennis Joseph van Poppel in Amsterdam Zuid. Na de oorlog werden De Kok en Van Poppel verhoord en het huis doorzocht maar de foto's werden niet gevonden. Foto's die De Kok in 1943 op het station Muiderpoort maakte van een transport van Joden werden wel bekend. In 2010 werden bij een verbouwing van het huis in Amsterdam Zuid 250 van De Koks foto's ontdekt, die hij maakte in 1941 en 1942. Die foto's tonen een confrontatie tijdens de Februaristaking, de verwijdering van straatnaamborden uit straten met namen van joodse afkomst en de inbeslagname van diamanten van de veelal Joodse handelaren in de Diamantbeurs op 17 april 1942.
1. ↑  http://www.dedokwerker.nl/bart_de_kok.html